# 向山製作所
株式会社向山製作所（むかいやませいさくしょ）は、福島県安達郡大玉村に本社を置く電子部品メーカー。社名をそのままブランド名とする生キャラメルなどの菓子の製造・販売も手掛ける。菓子の売上高は電子部品を大きく上回る。

## 概要
1990年に従業員5名からのスタートで創業、大手メーカーの下請けとして各種電子部品の製造を行う。通信カラオケの普及によるカラオケ用LDオートチェンジャーの需要の激減に伴うメーカーからの発注減を契機に、さらなる経営悪化を避け従業員の雇用を守るため独自の味覚センサの開発やフード事業に着目、新しい事業を模索し経営の多角化を図る。社長は「下請の仕事だけでは希望がない。下請体質から脱却し、誇りを持てる自社オリジナル商品を世に出したい」との思いがつのり、弁当総菜屋への転業も視野に入れ経営の合間に修練に励みながら、自らが調理師免許を取得するなど奮闘した。
2008年にはリーマン・ショックの打撃を受け従来の事業の業績が大きく落ち込む中、味覚センサの開発に携わっていた栄養士の資格を有する社員の活躍により、スイーツの製造・販売への参入を成し遂げる。精密加工分野においては製品の精度・品質を左右するクリーンルームのノウハウを活かさない手はなかった。また、食品加工物の温度や湿度を徹底して管理する工程は計測器などの製造技術でまかなえた。そのような企業努力が功を奏し、生キャラメルを要とする商品は「電子部品メーカーがつくるスイーツ」として顧客から高い支持が得られ事業は順調に拡大していった。
しかし2011年には東日本大震災の被災の影響下におかれ、こだわりのある福島県産の原材料が使用できず一時は製造がストップ。製造再開後も福島県製造であることへの風評被害を多少なりとも受ける。震災直前に決まっていた航空会社の国際線の機内食への採用も取り消された。
そういった不運にもめげず、パリで毎年開催されるチョコレートの祭典サロン・デュ・ショコラへの出展を目指し関係者のつてをたどっていたところ、被災地への支援で訪れ福島県にゆかりのあるフランス人パティシエの助力があり、2012年11月には同祭典への出展にこぎつけた。同祭典の主催者からは「来年もぜひ参加して欲しい。良い場所を用意して待っています」とする感謝状が届き、以降も4年連続の出展を果たしている。海外での評判や地元などで行列のできる店の噂を聞きつけたテレビ局からは継続して取材が相次いだ。
2021年9月1日、社長の織田金也が56歳で他界。

## 沿革

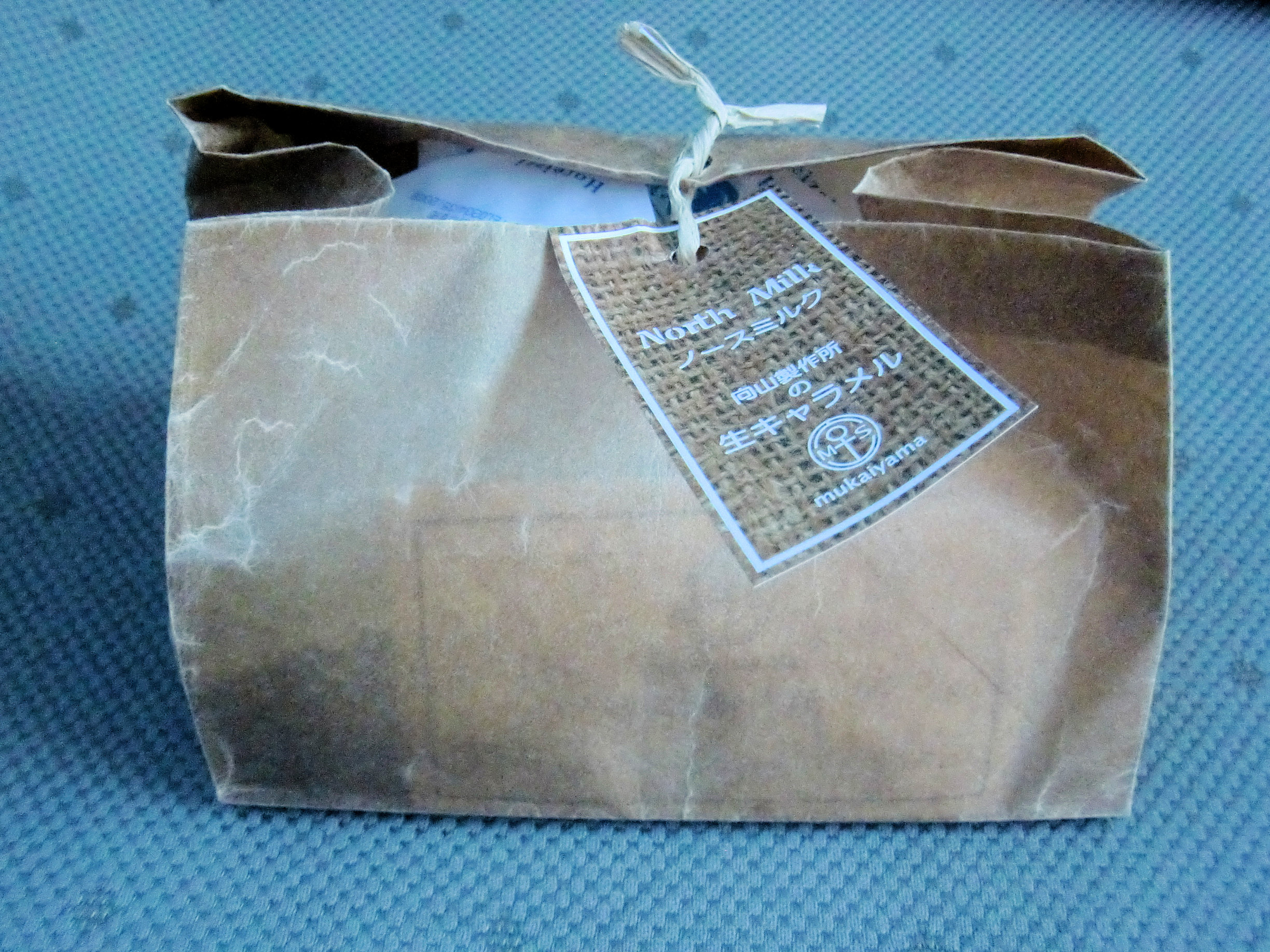
向山製作所の「生キャラメル」外見

- 1990年9月 - 本社所在地にて精密機器組立操業および生命保険事業開始。
- 1994年10月 - 家庭用電話交換機完成品ライン創設。
- 1995年6月 - 自動半田付け生産ライン創設。
- 1996年10月 - 保険事業部を分社化。
- 1999年4月 - 第一工場新増設、共晶（有鉛）自動半田付け量産ライン4系列創設。
- 2000年10月 - 共晶（有鉛）1系列を鉛フリー（有鉛）ラインに変更。
- 2003年9月 - 資本金を1,000万円に増資、株式会社に組織変更。
- 2003年12月 - 車載モデルの有機ELパネル表示器量産ライン創設。
- 2004年12月 - 計測器組立・調整検査ライン創設。
- 2006年12月 - 携帯電話の有機ELパネル表示器量産ライン創設。
- 2008年7月 - フード事業部創設。
- 2009年5月 - 郡山市チャレンジショップに出店[13]。

## 事業所
- 本社工場 - 福島県安達郡大玉村大山字西向26番地
- 第一工場 - 福島県安達郡大玉村大山字縫戸94番地